# Quercus voyana
Quercus voyana — викопний вид дуба, знайдений у Чок Блафф, Каліфорнія. Датується еоценом. Описаний як Hamamelites voyana, що розглядається синонімом.